# Trisetum hispidum
Trisetum hispidum är en gräsart som beskrevs av Johan Martin Christian Lange. Trisetum hispidum ingår i släktet glanshavren, och familjen gräs. Inga underarter finns listade i Catalogue of Life.